# オリンピックのEUN選手団
オリンピックのEUN選手団（オリンピックのイーユーエヌせんしゅだん、英: Unified Team）は、1992年アルベールビルオリンピックと1992年バルセロナオリンピックに出場した、旧ソビエト連邦のバルト三国を除く構成12国によって臨時に編成された統一選手団（統一チーム）である。 EUN はフランス語で「統一チーム」という意味の「Équipe Unifiée」に由来する国際オリンピック委員会 (IOC) での国・地域名コード。

## 概要
EUNが結成されたのは、1991年のソビエト連邦の崩壊直後のことであり、各国の国内オリンピック委員会が、IOCから承認されていなかったためである。EUNは1992年の2つのオリンピックに限定されたチームであり、これより後のオリンピックでは各国独自のオリンピックチームが結成されている。
このチームに関しては、当時の日本語報道ではしばしば独立国家共同体 (CIS) として言及されていた。しかし、EUN構成国の一つであるジョージアが1992年のオリンピック開催時点でCISに加盟していなかったことから、当該チームについては「CIS」とせずに中立的な意味合いで「EUN」のコードを用いていた経緯がある。そのため「EUN＝CIS」とするのは正しくない。

## メダル獲得数一覧

### 夏季オリンピック
| 大会名          | 金 | 銀 | 銅 | 計  |
| 1992 バルセロナ | 45 | 38 | 29 | 112 |
| 合計            | 45 | 38 | 29 | 112 |

### 冬季オリンピック
| 大会名              | 金 | 銀 | 銅 | 計 |
| 1992 アルベールビル | 9  | 6  | 8  | 23 |
| 合計                | 9  | 6  | 8  | 23 |

### 夏季オリンピック競技別
| 競技                         | 金 | 銀 | 銅 | 計  |
| ---------------------------- | -- | -- | -- | --- |
| 体操                         | 9  | 5  | 4  | 18  |
| 陸上競技                     | 7  | 11 | 3  | 21  |
| 競泳                         | 6  | 3  | 1  | 10  |
| ウエイトリフティング         | 5  | 4  | 0  | 9   |
| 射撃                         | 5  | 2  | 1  | 8   |
| レスリング（グレコローマン） | 3  | 3  | 3  | 9   |
| レスリング（フリースタイル） | 3  | 2  | 2  | 7   |
| 柔道                         | 2  | 0  | 2  | 4   |
| フェンシング                 | 1  | 2  | 2  | 5   |
| カヌースプリント             | 1  | 1  | 0  | 2   |
| ハンドボール                 | 1  | 0  | 1  | 2   |
| 新体操                       | 1  | 0  | 1  | 2   |
| バスケットボール             | 1  | 0  | 0  | 1   |
| 飛込                         | 0  | 2  | 1  | 3   |
| ボクシング                   | 0  | 1  | 1  | 2   |
| 近代五種                     | 0  | 1  | 1  | 2   |
| バレーボール                 | 0  | 1  | 0  | 1   |
| アーチェリー                 | 0  | 0  | 2  | 2   |
| テニス                       | 0  | 0  | 2  | 2   |
| ボート                       | 0  | 0  | 1  | 1   |
| 水球                         | 0  | 0  | 1  | 1   |
| 計 (競技数: 21)              | 45 | 38 | 29 | 112 |

### 冬季オリンピック競技別
| 競技                             | 金 | 銀 | 銅 | 計 |
| -------------------------------- | -- | -- | -- | -- |
| クロスカントリースキー           | 3  | 2  | 4  | 9  |
| フィギュアスケート               | 3  | 1  | 1  | 5  |
| バイアスロン                     | 2  | 2  | 2  | 6  |
| アイスホッケー                   | 1  | 0  | 0  | 1  |
| フリースタイルスキー             | 0  | 1  | 0  | 1  |
| ショートトラックスピードスケート | 0  | 0  | 1  | 1  |
| 計 (競技数: 6)                   | 9  | 6  | 8  | 23 |

## 備考
オリンピックと同年に開催された冬季と夏季のパラリンピックでもEUNが編成されている。アルベールビル大会、バルセロナ大会ともCIS未加盟だったジョージア以外の11国が参加する合同チームとして編成された。
同年に開催されたUEFA EURO '92ではソビエト連邦サッカー連盟の解散に伴い、後継組織として独立国家共同体サッカー連盟（大会終了後にロシアサッカー連合へ吸収）が組織されソビエト連邦代表として出場権を得ていた大会に「CIS代表」として参加した。同代表チームには当時CIS未加盟だったジョージアからも1名が選出されているが、オリンピックとは異なり連盟が「CIS」を冠していたことを理由に「CIS代表」として登録されている。